# نمورا
نمورا أو نموره هي بلدة لبنانية تقع في قضاء كسروان أحد أقضية محافظة جبل لبنان. وتعدّ مدينة جونيه عاصمة القضاء.